# Cryptocoryneum condensatum
Cryptocoryneum condensatum är en svampart som först beskrevs av Carl (Karl) Friedrich Wilhelm Wallroth, och fick sitt nu gällande namn av E.W. Mason & S. Hughes ex S. Hughes 1958. Cryptocoryneum condensatum ingår i släktet Cryptocoryneum, divisionen sporsäcksvampar och riket svampar.  Arten är reproducerande i Sverige. Inga underarter finns listade i Catalogue of Life.